# Il marinaio Braccio di Ferro
Il marinaio Braccio di Ferro (Popeye the Sailor) è un film del 1933 diretto da Dave Fleischer. È un cortometraggio d'animazione della serie Betty Boop, uscito negli Stati Uniti il 14 luglio 1933. Sebbene fosse pubblicizzato come un cartone animato di Betty Boop, quest'ultima fa solo un cammeo e in realtà fu prodotto per presentare Braccio di Ferro nella sua prima apparizione animata, prima che iniziasse l'omonima serie di cortometraggi quello stesso anno.
Questo cortometraggio introduce anche la canzone "I'm Popeye the Sailor Man", scritta da Sammy Lerner, che in forma strumentale sarebbe poi diventata la sigla di Braccio di Ferro. Per questo cartone animato e per il successivo Braccio di Ferro contro gli indiani la sigla dei titoli di testa è una versione modificata di "Strike Up the Band (Here Comes a Sailor)" in cui le parole "here comes a sailor" sono sostituite con "for Popeye the sailor".

## Trama
Viene annunciato sui quotidiani che Braccio di Ferro è diventato una star del cinema. La cinepresa ingrandisce l'illustrazione di Braccio di Ferro su uno dei quotidiani, che poi prende vita e canta le sue incredibili abilità nella sua canzone simbolo "I'm Popeye the Sailor Man". La nave in cui si trova Braccio di Ferro attracca e il marinaio scende a terra, dove sottrae la sua fidanzata Olivia Oyl dalle grinfie del prepotente Bluto. Braccio di Ferro porta Olivia in un luna park, dove i due vengono seguiti da Bluto. Questi sfida Braccio di Ferro sull'high striker e l'African dodger, venendo surclassato in entrambi. I tre poi assistono a Betty Boop che canta "Yaaka Hula Hickey Dula" e balla la hula. Braccio di Ferro salta sul palco, si avvolge la barba della donna barbuta intorno alla vita come una gonna di paglia e balla con Betty, imitandone i movimenti. Viene poi morso da un serpente, ma lo fa svenire con la sua pipa. Bluto rapisce Olivia e, poiché la ragazza non cede alle sue avance, la lega a un binario ferroviario usando i binari stessi come "corde". Braccio di Ferro li raggiunge e combatte contro Bluto; inizialmente sembra avere la peggio, ma dopo aver mangiato degli spinaci colpisce con un pugno Bluto e un albero che l'avversario voleva tirargli addosso, trasformando l'albero in una bara in cui intrappola Bluto. Quindi colpisce il treno che stava arrivando, distruggendolo e salvando la vita di Olivia.

## Distribuzione

### Edizione italiana
L'unico doppiaggio italiano conosciuto fu realizzato dalla C.R.C. per la trasmissione del corto sulle reti Rai a metà anni 1990. In tale occasione furono aggiunte alcune battute di Olivia assenti nell'edizione originale. Non essendo stata registrata una colonna internazionale, fu sostituita la musica presente durante i dialoghi.

### Edizioni home video
Il corto fu pubblicato in DVD-Video in America del Nord il 31 luglio 2007 nel primo disco della raccolta Popeye the Sailor: Volume One, dove è visibile anche con un commento audio di Michael Barrier.